# Amazons and Gladiators
Amazons and Gladiators é um filme teuto-australiano de 2001, dirigido por Zachary Weintraub.